# Килконнелл
Килконнелл (англ. Kilconnell; ирл. Cill Chonaill) — деревня в Ирландии, находится в графстве Голуэй (провинция Коннахт).
Население — 647 человек (по переписи 2002 года).
Монастырь Килконнелл был основан в 1414 году.